# Kono Danshi, Uchū-jin to Tatakaemasu
Kono Danshi, Uchū-jin to Tatakaemasu (この男子、宇宙人と戦えます。 lit. Este joven, puede pelear con los alienígenas?) es un OVA de género yaoi creado y dirigido por Sōbi Yamamoto. Se trata del primer OVA perteneciente a la franquicia de Kono Danshi, lanzado el 10 de octubre de 2011. Fue sucedido por Kono Danshi, Ningyō Hiroimashita en 2012.

## Argumento
La Tierra ha sido invadida por alienígenas que cada día bajan al planeta para atacar. El único que puede luchar contra ellos y vencerlos es Kakashi, un misterioso muchacho que padece de amnesia. Kakashi fue encontrado inconsciente por Arikawa, quien junto a Shiro son los dos únicos empleados del Cuartel Especial de Asuntos Extraterrestres, una sección del gobierno tan secreta y exclusiva que, a excepción de los tres jóvenes y su líder, no hay otra persona involucrada.
La vida fluye tranquila y monótona, una rutina que es solo interrumpida por los constantes ataques de los alienígenas contra Kakashi, quien pronto comienza a cuestionar su existencia y naturaleza, únicamente encontrando consuelo en Arikawa. Shiro logra convencer a Kakashi para que le permita reparar su teléfono celular, el único legado de su nebuloso pasado y al mismo tiempo, su única esperanza. Tras ser reparado, sin embargo, Kakashi descubre que el dispositivo no recibió ningún mensaje o llamada mientras estuvo apagado, lo que le lleva a creer que nadie le ha echado de menos durante su ausencia.
Un afligido y atormentado Kakashi escapa de casa, solo para encontrarse con filas de alienígenas preparándose para atacar. Arikawa va tras él y tiernamente le recuerda a este lo importante que es para él. Arikawa también le revela que el teléfono no había recibido mensajes porque la suscripción telefónica no había sido renovada, tras lo cual cientos de mensajes y llamadas de los amigos de Kakashi comienzan a llegar. Kakashi, dándose cuenta de que nunca había estado solo, se siente listo para seguir luchando por su hogar, la Tierra.

## Personajes
Hatoko Kakashi (カカシ 鳩子 Kakashi Hatoko?)
Voz por: Ryōhei Kimura, Blake Shepard (inglés)
El protagonista principal, un estudiante de secundaria que es el único en el mundo con el poder de luchar contra los alienígenas. A pesar de su exterior alegre y despreocupado, esconde una faceta mucho más insegura y tormentosa; constantemente se debate si su rol como defensor de la Tierra es importante y cuestiona su existencia. Kakashi también debe lidiar con su amnesia y una profunda sensación de soledad que nunca parece abandonarlo.
Arikawa (有川?)
Voz por: Toshiyuki Toyonaga, Greg Ayres (inglés)
Tímido y ansioso, Arikawa trabaja para el Cuartel Especial de Asuntos Extraterrestres junto a Shiro. Fue quien encontró a Kakashi y es la principal fuente de consuelo de este. Arikawa siempre se muestra atento con las necesidades de los demás, principalmente de Kakashi. 
Shiro (シロ?)
Voz por: Daisuke Hirakawa, David Matranga (inglés)
Shiro trabaja para el Cuartel Especial de Asuntos Extraterrestres; es un colega y amigo de la escuela de Arikawa. Apuesto, serio y mordaz, ha demostrado ser un gran cocinero.
Haruka (青香?)
Voz por: Hideyuki Hayami, Clint Bickham (inglés)
Es uno de los amigos de Kakashi, a pesar de que este no lo recordaba. 
Tōru (亨?)
Voz por: Megumi Han, Brittney Karbowski (inglés)
Es una de las amigas de Kakashi, a pesar de que este no la recordaba. 
Yamamura (山村?)
Voz por: Yoshiyuki Shimozuma, Chris Patton (inglés)
Al igual que Haruka y Tōru, Yamamura es uno de los amigos de Kakashi.

## Influencias
La creadora y directora Sōbi Yamamoto ha citado los trabajos de Makoto Shinkai como sus mayores influencias, principalmente el OVA Hoshi no Koe.

## Media

### Banda sonora
La canción principal del OVA, utilizada tanto como tema de apertura y cierre, es Tōmei Nosutarujia interpretada por Akiko Shikata.